# Comyopsis fumata
Comyopsis fumata är en tvåvingeart som beskrevs av Townsend 1919. Comyopsis fumata ingår i släktet Comyopsis och familjen parasitflugor. Inga underarter finns listade i Catalogue of Life.